# کلنگ بهجرد (شهر دقیانوس)
کلنگ بهجرد (شهر دقیانوس) در جیرفت، غرب شهر واقع شده و این اثر در تاریخ ۱ فروردین ۱۳۴۵ با شمارهٔ ثبت ۵۰۳ به‌عنوان یکی از آثار ملی ایران به ثبت رسیده است.